# Johan Edberg
Johan Edberg, född 23 december 1810 i Björklinge socken, död 23 augusti 1888 i Björklinge, var en svensk byggmästare, kyrkvärd och orgelbyggare i Björklinge. 

## Biografi
Edberg föddes 23 december 1810 i Grenby i Björklinge socken. Han var son till bonden Jan Ersson Edberg och Brita Ersdotter.
Edberg flyttade 1833 till Viby bruk i Harbo socken. Där började han arbeta som dräng hos mjölnaren Johan Jacob Forsberg. Han tog över tjänsten som mjölnare 1835. 1838 gifte han sig med Johann Salqvist.
1844 flyttade familjen till Knivsta kvarn i Knivsta, han arrenderade gården.
1856 flyttade familjen till Grenby i Björklinge. 1865 flyttade de till Ramsjö kvarn, där han arrenderade gården. 1867 flyttade familjen tillbaka till Grenby.

### Familj
Edberg gifte sig med Johanna Salqvist (1815–1860). De fick tillsammans barnen Brita Christina (1843–1845), Johanna Mathilda (född 1845), Johan Erik (född 1851), Clara Charlotta (född 1854) och Anna Maria (född 1860).

## Orgelverk
| År              | Ursprunglig kyrka        | Stift   | Manualer | Pedal   | Stämmor | Bevarad orgel/fasad | Övrigt |
| --------------- | ------------------------ | ------- | -------- | ------- | ------- | ------------------- | --- |
| 1853            | Ålands kyrka             | Uppsala |          |         |         | Ja/Ja               | Orgeln byggdes 1853. De sattes upp 1857 i kyrkan. Orgeln restaurerades 1929 av Carl Richard Löfvander, Stockholm. 1968 flyttades orgeln till ett museum i Knivsta. |
| 1856            | Giresta kyrka            | Uppsala |          |         |         | Nej/Nej             | En ny orgel byggdes 1914 av A Mårtenssons Orgelfabrik AB, Lund. |
| 1870            | Skuttunge kyrka          | Uppsala |          |         | 10      |                     | Ombyggnation av orgelverk. En ny orgel byggdes 1955–1956 av Olof Hammarberg, Göteborg. |
| 1876 eller 1880 | Husby-Ärlinghundra kyrka | Uppsala | 1        | Bihängd | 6       | Nej/Ja              | En ny orgel byggdes 1939–1940 av Joseph Kloss, Jägerndorf, Tjecoslovakien. |
| 1878            | Skånela kyrka            | Uppsala |          |         |         | Nej/Nej             | En ny orgel byggdes 1926 av Alfred Fehrling, Stockholm. |
| 1884 eller 1886 | Åkerby kyrka             | Uppsala | 1        | Bihängd | 6       | Ja/Ja               | Edberg byggde om orgelverket 1884 eller 1886. Han tog då bort en trumpetstämma som sattes in 1767 av Niclas Söderström och Matthias Swahlberg den yngre. Orgeln var byggd omkring 1650 av Nils Bruse för Tierps kyrka och hade då 7 stämmor. 1745 flyttades orgeln till Åkerby kyrka av Carl Holm och Anders Holm, Uppsala. Orgeln renoverades och omintonerades 1929 av Carl Richard Löfvander, Enskede. 1979 renoverades orgeln av Nils-Olof Berg, Nye. |